# Инесто (Беневенто)
Инесто је насеље у Италији у округу Беневенто, региону Кампанија.
Према процени из 2011. у насељу је живело 33 становника. Насеље се налази на надморској висини од 462 м.